# Albert (Somme)
Albert és un municipi francès situat al departament del Somme i a la regió dels Alts de França. L'any 2007 tenia 10.027 habitants.

## Demografia

### Població
El 2007 la població de fet d'Albert era de 10.027 persones. Hi havia 4.382 famílies de les quals 1.564 eren unipersonals (656 homes vivint sols i 908 dones vivint soles), 1.259 parelles sense fills, 1.122 parelles amb fills i 437 famílies monoparentals amb fills.
La població ha evolucionat segons el següent gràfic:
Habitants censats

### Habitatges
El 2007 hi havia 4.788 habitatges, 4.463 eren l'habitatge principal de la família, 38 eren segones residències i 287 estaven desocupats. 3.719 eren cases i 1.046 eren apartaments. Dels 4.463 habitatges principals, 2.484 estaven ocupats pels seus propietaris, 1.901 estaven llogats i ocupats pels llogaters i 78 estaven cedits a títol gratuït; 125 tenien una cambra, 463 en tenien dues, 700 en tenien tres, 1.339 en tenien quatre i 1.836 en tenien cinc o més. 2.587 habitatges disposaven pel capbaix d'una plaça de pàrquing. A 2.304 habitatges hi havia un automòbil i a 1.125 n'hi havia dos o més.

### Piràmide de població
La piràmide de població per edats i sexe el 2009 era:
| Homes | Edats   | Dones |
| ----- | ------- | ----- |
| 0     | 95 o +  | 12    |
| 20    | 90 a 94 | 64    |
| 44    | 85 a 89 | 92    |
| 76    | 80 a 84 | 132   |
| 140   | 75 a 79 | 296   |
| 212   | 70 a 74 | 308   |
| 292   | 65 a 69 | 372   |
| 208   | 60 a 64 | 304   |
| 208   | 55 a 59 | 204   |
| 357   | 50 a 54 | 348   |
| 260   | 45 a 49 | 344   |
| 384   | 40 a 44 | 308   |
| 344   | 35 a 39 | 380   |
| 344   | 30 a 34 | 320   |
| 476   | 25 a 29 | 388   |
| 272   | 20 a 24 | 292   |
| 293   | 15 a 19 | 353   |
| 312   | 10 a 14 | 300   |
| 312   | 5 a 9   | 240   |
| 244   | 0 a 4   | 260   |

## Economia

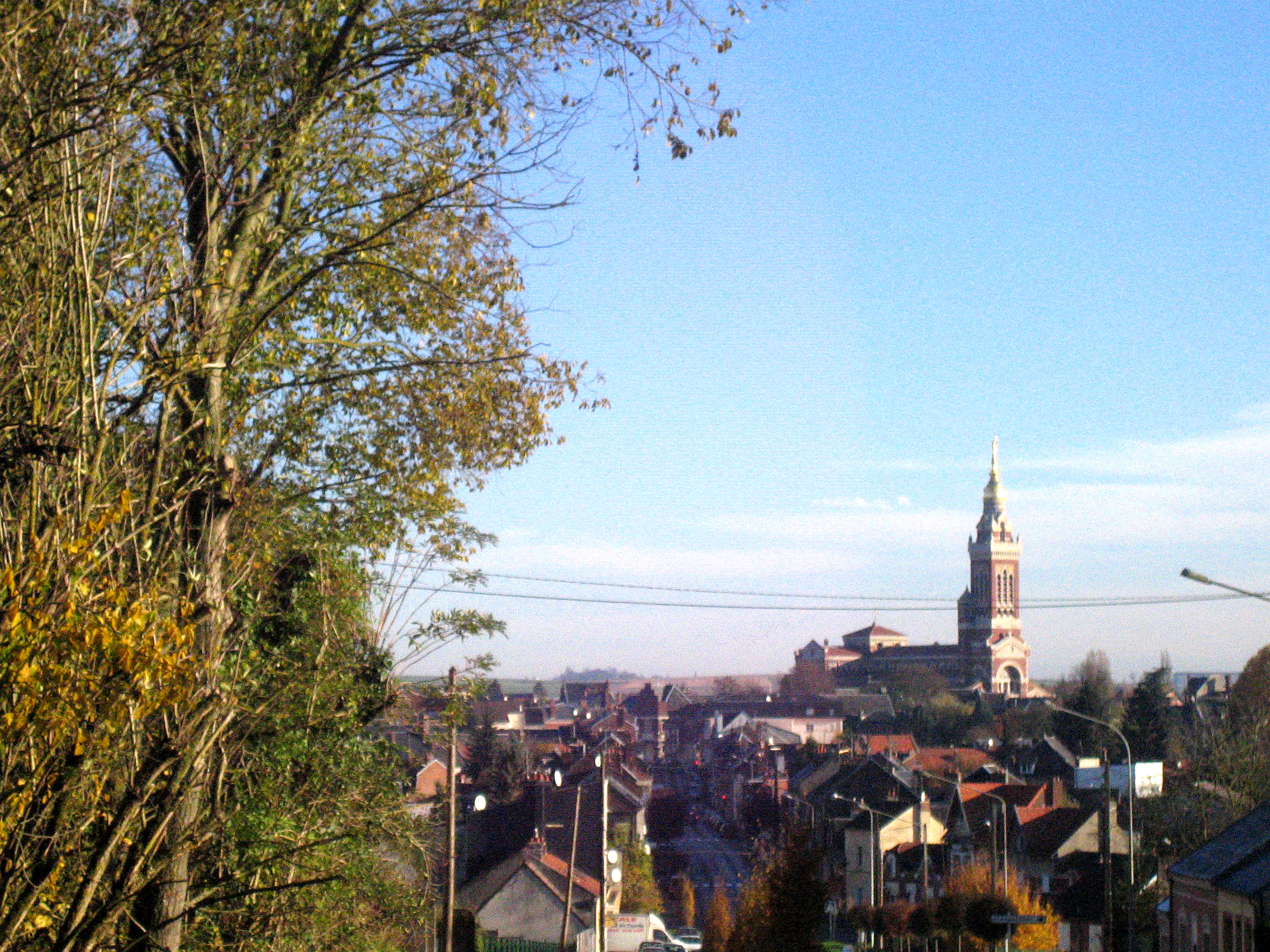

El 2007 la població en edat de treballar era de 6.270 persones, 4.326 eren actives i 1.944 eren inactives. De les 4.326 persones actives 3.612 estaven ocupades (2.069 homes i 1.543 dones) i 714 estaven aturades (375 homes i 339 dones). De les 1.944 persones inactives 588 estaven jubilades, 529 estaven estudiant i 827 estaven classificades com a «altres inactius».

### Ingressos
El 2009 a Albert hi havia 4.408 unitats fiscals que integraven 9.713,5 persones, la mediana anual d'ingressos fiscals per persona era de 15.543 €.

### Activitats econòmiques

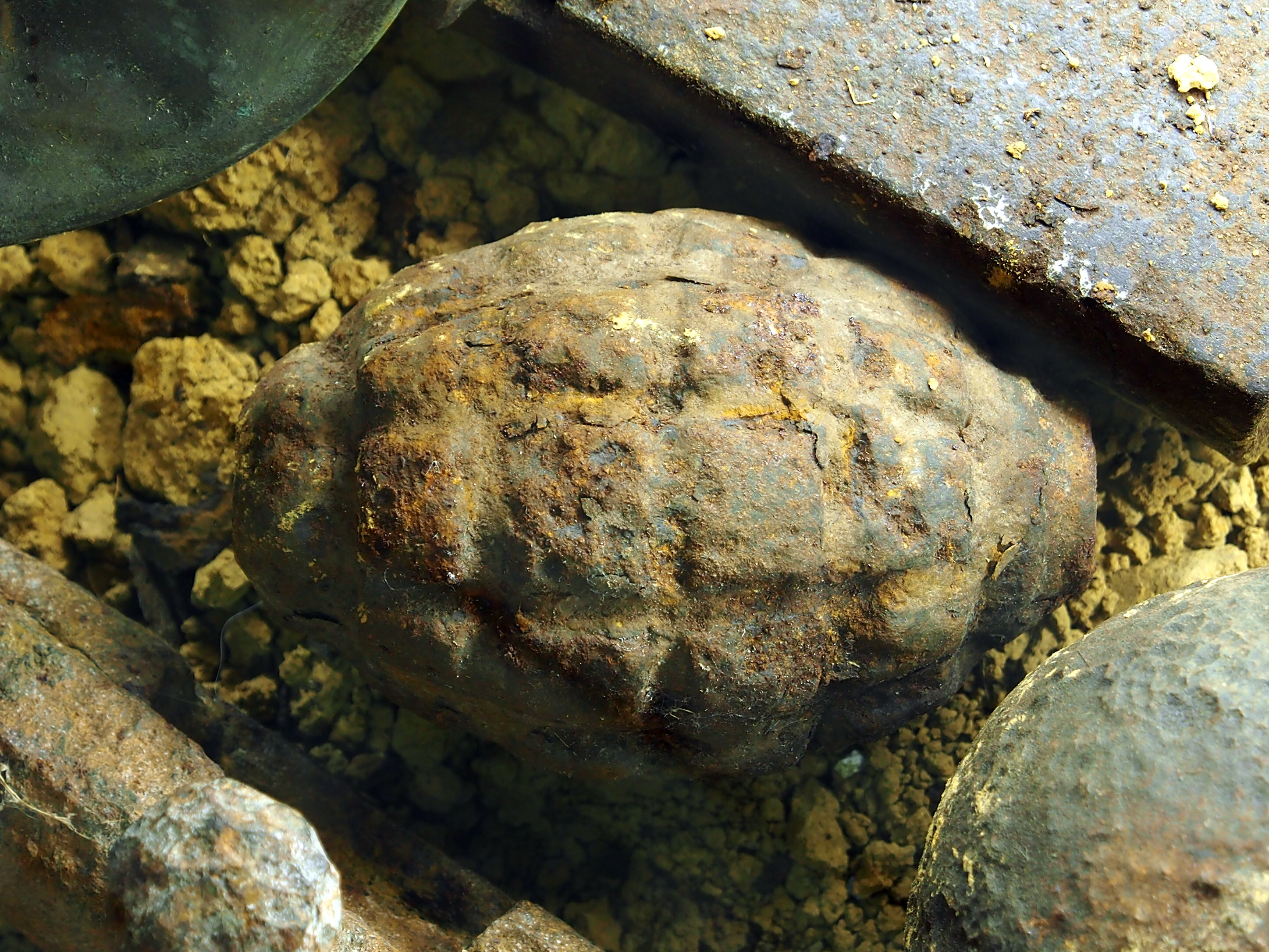
Granada del museu de les trinxeres

Dels 513 establiments que hi havia el 2007, 5 eren d'empreses extractives, 10 d'empreses alimentàries, 10 d'empreses de fabricació de material elèctric, 1 d'una empresa de fabricació d'elements pel transport, 32 d'empreses de fabricació d'altres productes industrials, 45 d'empreses de construcció, 151 d'empreses de comerç i reparació d'automòbils, 8 d'empreses de transport, 41 d'empreses d'hostatgeria i restauració, 5 d'empreses d'informació i comunicació, 30 d'empreses financeres, 20 d'empreses immobiliàries, 47 d'empreses de serveis, 63 d'entitats de l'administració pública i 45 d'empreses classificades com a «altres activitats de serveis».
Dels 134 establiments de servei als particulars que hi havia el 2009, 1 era una comissaria de policia, 1 oficina d'administració d'Hisenda pública, 1 gendarmeria, 1 oficina de correu, 10 oficines bancàries, 2 funeràries, 13 tallers de reparació d'automòbils i de material agrícola, 2 tallers d'inspecció tècnica de vehicles, 7 autoescoles, 5 paletes, 9 guixaires pintors, 6 fusteries, 15 lampisteries, 3 electricistes, 2 empreses de construcció, 17 perruqueries, 2 veterinaris, 3 agències de treball temporal, 20 restaurants, 6 agències immobiliàries, 3 tintoreries i 5 salons de bellesa.

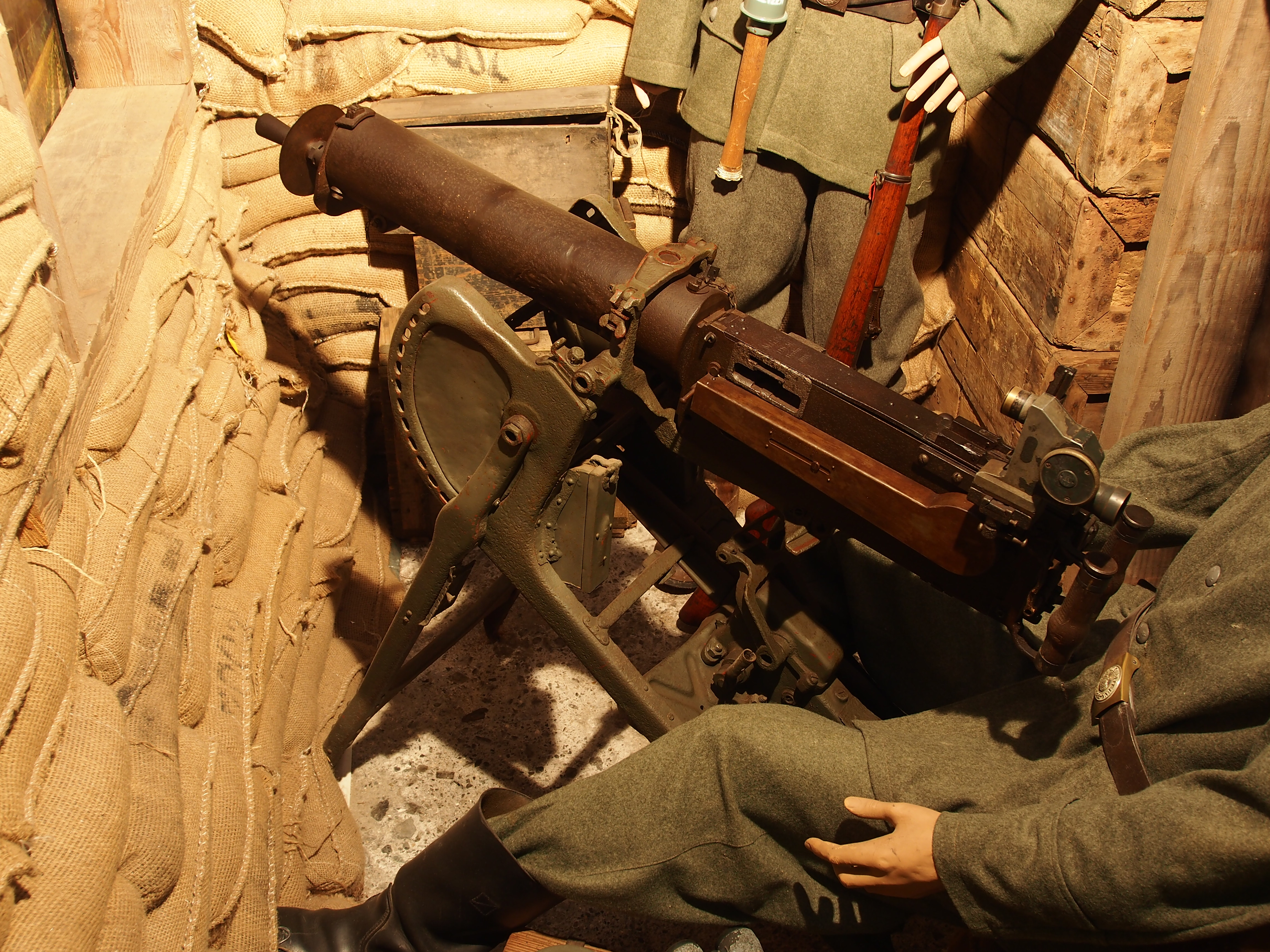
Museu de les trinxeres

Dels 62 establiments comercials que hi havia el 2009, 1 era, 3 supermercats, 1 un supermercat, 7 fleques, 5 carnisseries, 1 una botiga de congelats, 3 llibreries, 17 botigues de roba, 2 botigues d'equipament de la llar, 3 sabateries, 4 botigues d'electrodomèstics, 2 botigues de mobles, 1 una botiga de mobles, 1 una botiga de material de revestiment de parets i terra, 2 joieries i 9 floristeries.
L'any 2000 a Albert hi havia 16 explotacions agrícoles que ocupaven un total de 880 hectàrees.

## Equipaments sanitaris i escolars

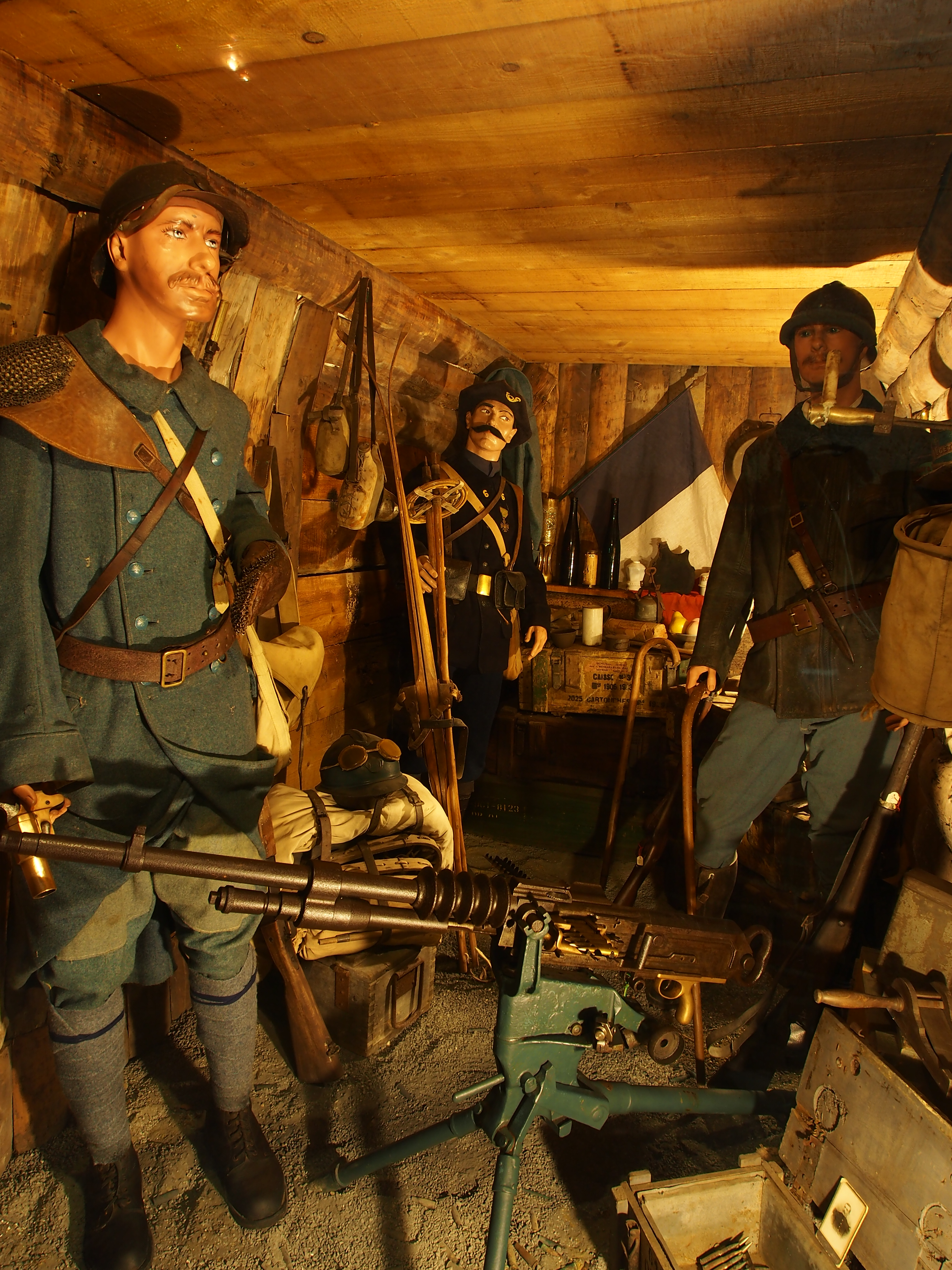
Museu de les trinxeres

El 2009 hi havia 1 hospital de tractaments de curta durada, 2 hospitals de tractaments de mitja durada (seguiment i rehabilitació), 1 un hospital de tractaments de llarga durada, 6 farmàcies i 3 ambulàncies.
El 2009 hi havia 4 escoles maternals i 5 escoles elementals. A Albert hi havia 3 col·legis d'educació secundària, 1 liceu d'ensenyament general i 1 liceu tecnològic. Als col·legis d'educació secundària hi havia 1.015 alumnes, als liceus d'ensenyament general n'hi havia 550 i als liceus tecnològics 243.

## Poblacions més properes
El següent diagrama mostra les poblacions més properes.